# Rosières-en-Santerre
Rosières-en-Santerre là một xã ở tỉnh Somme, vùng Hauts-de-France, Pháp.

## Địa lý
Thị trấn này có cự ly khoảng 20 dặm Anh về phía đông nam của Amiens, tại giao lộ của các đường D28 và đường D329.

## Dân số
| 1962                                                         | 1968 | 1975 | 1982 | 1990 | 1999 |
| ------------------------------------------------------------ | ---- | ---- | ---- | ---- | ---- |
| 2381                                                         | 2605 | 2815 | 2985 | 3107 | 2956 |
| Số liệu điều tra dân số từ năm 1962, dân số không tính trùng |      |      |      |      |      |